# Trichobilharzia

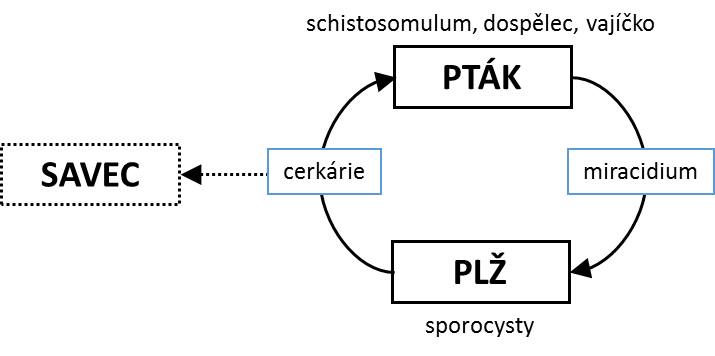
Schéma dvouhostitelského životního cyklu ptačích motolic rodu Trichobilharzia. Savci představují náhodné hostitele.

Rod Trichobilharzia (česky trichobilharzie) zahrnuje ptačí motolice z čeledi krevničkovití (Schistosomatidae) parazitující především u kachnovitých ptáků. Jde o kosmopolitně se vyskytující motolice, jejichž dvouhostitelský vývojový cyklus je vázaný na sladkovodní plovatkovité či levatkovité plže. Trichobilharzie jsou kromě ptáků schopné infikovat i náhodné savčí hostitele (včetně člověka), u nichž vyvolávají kožní alergické onemocnění, tzv. cerkáriovou dermatitidu.
Trichobilharzie jsou gonochoristé, obě pohlaví mají v dospělosti nitkovité tělo opatřené dvěma přísavkami. Pro samce schistosom typický canalis gynaecophorus je u trichobilharzií krátký, za ním jsou uložena četná varlata. Zadní část těla samic vyplňují žloutkové žlázy (vitelária). Podle lokalizace v ptačím definitivním hostiteli se rozlišují druhy viscerální (dospívající v cévách vnitřních orgánů, např. Trichobilharzia szidati) a druhy nazální (dospívající v nosní tkáni, např. Trichobilharzia regenti).

## Životní cyklus
Dvouhostitelský životní cyklus trichobilharzií je analogický cyklu lidských krevniček. Dospělci se pohlavně rozmnožují v těle ptačího definitivního hostitele (nejčastěji kachnovití ptáci). U viscerálních druhů klade samička vajíčka do kapilár, odkud se dostávají do lumen střeva a s výkaly ven. U nazálních druhů kladou samičky vajíčka do nosní sliznice, odkud se vajíčka ven dostávají například při pití. Uvolňovaná vajíčka obsahují plně vyvinutá miracidia, která se líhnou ve vnějším prostředí při kontaktu s vodou (výjimku tvoří např. nazální druh Trichobilharzia regenti, u kterého se miracidia líhnou přímo v nazální tkáni).
Ve vodním prostředí miracidia aktivně vyhledávají mezihostitelské plže (zpravidla plovatkovité či levatkovité). Specifita jednotlivých druhů trichobilharzií vůči mezihostitelským plžům je poměrně úzká, rozpoznávání vhodných mezihostitelů je zprostředkováno pomocí tzv. MAGs (miracidia-attracting glycoproteins), které plži uvolňují do okolí. Po nalezení vhodného plže do něj miracidium v oblasti svalnaté nohy pronikne a vzniká stadium zvané mateřská sporocysta. V ní se vyvíjejí dceřiné sporocysty, které migrují do hepatopanktreatu plže, kde v nich vznikají cerkárie opatřené očními skvrnami a rozdvojeným ocáskem (tzv. ocelátní furkocerkárie).
Cerkárie jsou pohyblivá larvální stadia, která opouštějí tělo mezihostitelského plže a ve vodě aktivně vyhledávají ptačího definitivního hostitele. Toho najdou a rozpoznají podle fyzikálních (teplota) i chemických (cholesterol, ceramidy přítomné v kůži) signálů. Cerkárie mohou penetrovat i kůži náhodného savčího hostitele, včetně člověka, což může vést k rozvoji cerkáriové dermatitidy. Při penetraci kůže cerkárie odhazují ocásek a svlékají povrchový imunogenní glykokalyx a mění se schistosomula (sg. schistosomulum). Ta migrují krevním (viscerální druhy) či nervovým (nazální druhy) systémem definitivního hostitele na místo své finální lokalizace, kde dospívají. Částečnou migraci, avšak bez dosažení pohlavní dospělosti jsou schistosomula schopná podstoupit i v těle náhodného savčího hostitele.

## Systematika a zástupci
Systematika tohoto rodu je kvůli původním nepřesným historickým popisům některých zástupců poněkud nepřehledná. Rod byl ustaven pro prvně popsaný druh Trichobilharzia kossarewi Skrjabin & Zakharov, 1920, jehož dospělci byli nalezeni v játrech čírky modré nalezené v Donské oblasti v Rusku. K tomuto druhu byly následně přiřazeny cerkárie Cercaria ocellata La Valette, 1855, a tak vzniklo kombinované pojmenování Trichobilharzia ocellata (La Valette, 1855) Brumpt, 1931. Trichobilharzia ocellata byla považována za typový exemplář rodu, avšak legitimita této kombinace byla zpochybněna. Cercaria ocellata totiž velmi pravděpodobně nespadá do rodu Trichobilharzia. Typovým exemplářem tedy zůstává Trichobilharzia kossarewi Skrjabin & Zakharov, 1920.
Rod Trichobilharzia zahrnuje okolo 40 druhů, a tak představuje nejpočetnější rod čeledi Schistosomatidae. Zástupce se známými životními cykly rozdělené podle jejich geografického rozšíření shrnuje následující tabulka:
| Světadíl        | Přítomné druhy |
| Evropa          | T. anseri, T. franki, T. mergi, T. regenti, T. salmanticensis, T. szidati |
| Severní Amerika | T. adamsi, T. alaskensis, T. brantae, T. burnetti, T. cameroni, T. elvae, T. horiconensis, T. kegonsensis, T. oregonensis, T. physellae, T. querquedulae*, T. stagnicolae, T. waubesensis |
| Asie            | T. brevis, T. corvi, T. jianenis, T. limnaeae, T. maegraithi, T. paoi |
| Austrálie       | T. arcuata, T. australis |
| Jižní Amerika   | T. jequitibaensis |

* Recentní studie Ebbs et al. (2016) však prokázala mnohem širší areál výskytu původně severoamerického druhu Trichobilharzia querquedulae. Studie popisuje výskyt tohoto druhu u kachnovitých ptáků v Keni, Jižní Africe, Argentině a Novém Zélandu, kam se mohl dostat společně s migrujícími ptáky.